# Naomi Korir
Naomi Korir (* 1. September 1998) ist eine kenianische Mittelstreckenläuferin, die sich auf den 800-Meter-Lauf spezialisiert hat.

## Sportliche Laufbahn
Erste internationale Erfahrungen sammelte Naomi Korir im Jahr 2019, als sie bei den Afrikaspielen in Rabat mit 2:05,17 min in der ersten Runde über 800 Meter ausschied. Bei den World Athletics Relays 2021 im polnischen Chorzów wurde sie in 3:41,79 min gemeinsam mit Ferguson Rotich Zweite in der 2 × 2 × 400 m Staffel hinter dem Team aus Polen. Im Jahr darauf startete sie bei den Hallenweltmeisterschaften in Belgrad und schied dort mit 2:03,94 min im Vorlauf aus. Im Juni gelangte sie bei den Afrikameisterschaften in Port Louis mit 2:06,39 min auf Rang acht und anschließend schied sie bei den Weltmeisterschaften in Eugene mit 2:03,08 min im Semifinale aus. 2023 schied sie bei den Weltmeisterschaften in Budapest mit 2:01,41 min in der ersten Runde aus und im Jahr darauf kam sie bei den Hallenweltmeisterschaften in Glasgow mit 2:03,31 min ebenfalls nicht über den Vorlauf hinaus.

## Persönliche Bestzeiten
- 800 Meter: 2:00,06 min, 7. Mai 2022 in Nairobi
  - 800 Meter (Halle): 2:00,66 min, 8. Februar 2022 in Sabadell